# Étienne de La Boétie
Étienne hoặc Estienne de La Boétie (1 Tháng 11 năm 1530 - 18 tháng 8 1563) là một Pháp quan tòa, nhà văn người Pháp, và " một người sáng lập triết lý chính trị hiện đại ở Pháp."  Ông được nhớ nhất là người bạn tuyệt vời và thân thiết của nhà bình luận nổi tiếng Michel de Montaigne, một trong những tình bạn nổi tiếng nhất trong lịch sử. " 

## Tiểu sử

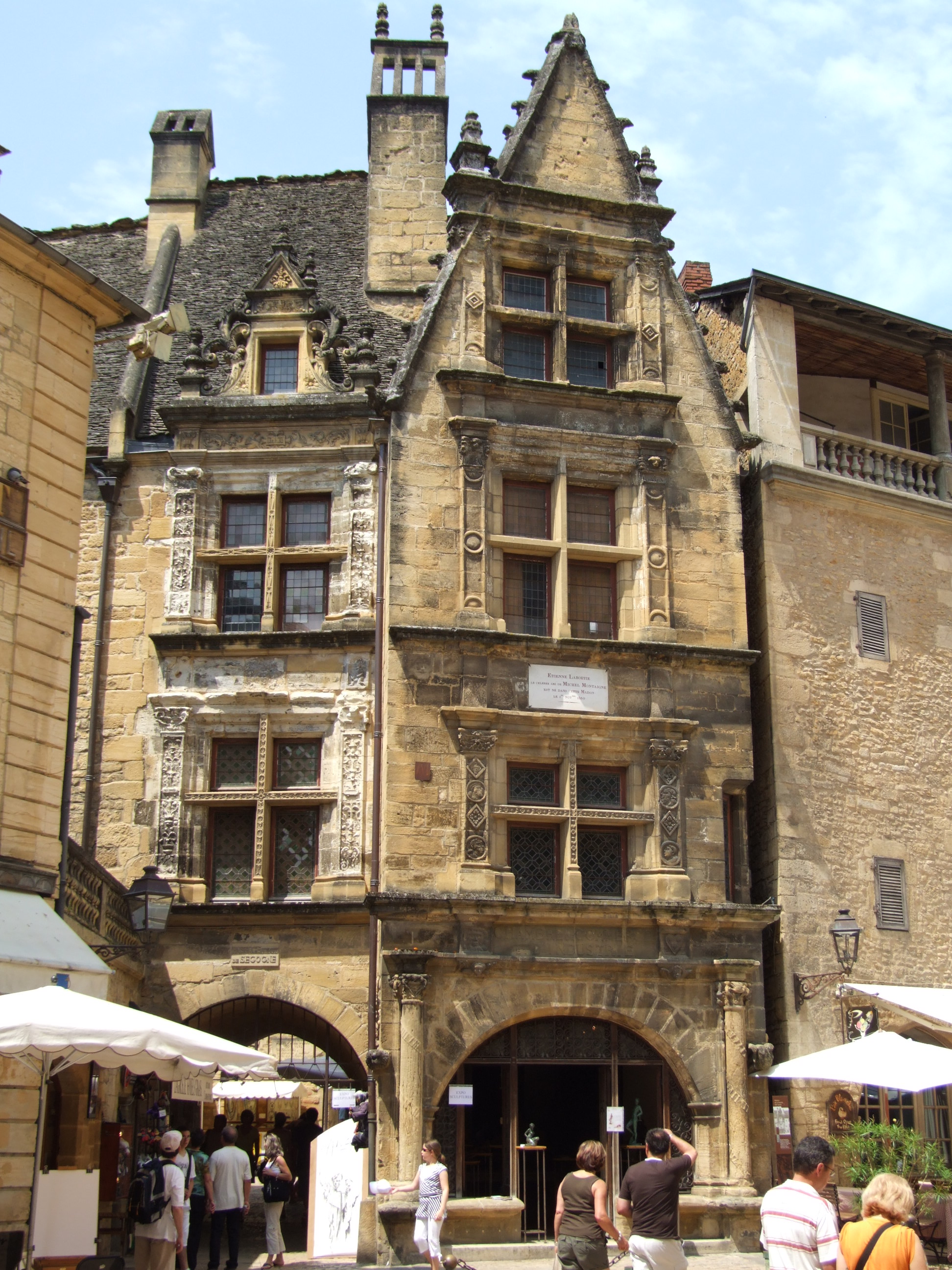
Ngôi nhà trong thành phố của gia đình La Boétie 2007

Étienne de la Boétie xuất thân từ một gia đình qúy tộc làm công chức tại Sarlat, thuộc Perigord, Tây Nam Pháp. Ông học tại Collège de Guyenne, một trường nổi tiếng tại Bordeaux và Đại học Luật khoa Orléans. Ông đam mê văn chương cổ điển Hy Lạp và Latinh và lúc nhỏ cũng đã thử làm thơ bằng tiếng Latinh và tiếng Pháp.
Năm 1548 ông đã chứng kiến cảnh dân chúng nổi lên phản đối khi vua Henri II ban hành luật thu thuế muối áp dụng cho vùng Tây Nam Pháp và cảnh họ bị quân đội hoàng gia đàn áp đẫm máu. 
Vào lúc đó ông đang theo học tại đại học Luật khoa Orléans, trong số thầy dạy có giáo sư Anne du Bourg, một người thầy khả kính về sau làm thành viên hội đồng Toà án Tối cao tại Paris. Du Bourg nổi danh là người khởi xướng chống đối các đàn áp người Huguenot (người thuộc Giáo hội Cải cách Kháng Cách tại Pháp), vào năm 1559 bị Toà buộc tội dị giáo, kết án tử hình.